# Лунда Норте
Лунда Норте (на португалски: Lunda Norte, произнася се по-близко до Лунда Норти) е провинция в североизточна Ангола. Площта ѝ е 103 000 квадратни километра, а населението наброява 850 000 души. Първият анголски президент Агостино Нето провъзгласил град Лукапа за столица на провинцията след обявяването на независимостта през 1975, но по-късни столицата била преместена в град Дундо, който е столица. Лунда Норте е богата на диаманти, но остава значително изостанала и бедна. Името на провинцията идва от племето Лунда.